# Joshua W. Alexander

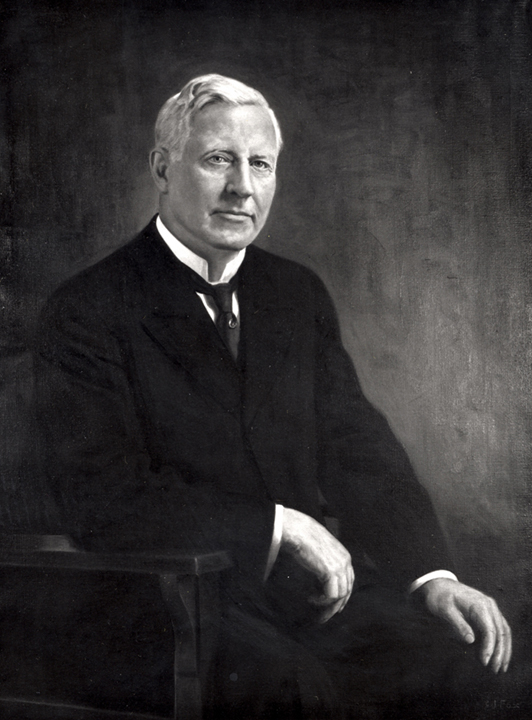
Joshua W. Alexander

Joshua Willis Alexander (* 22. Januar 1852 in Cincinnati, Ohio; † 27. Februar 1936 in Gallatin, Missouri) war ein US-amerikanischer Politiker, der im Kabinett von Präsident Woodrow Wilson das Amt des Handelsministers innehatte.
Nach dem Schulbesuch absolvierte Alexander die Christian University (das heutige Culver-Stockton College) in Canton (Missouri). Dort machte er 1872 seinen Abschluss in Jura, woraufhin er zunächst eine private Anwaltskanzlei eröffnete. Zwischen 1877 und 1881 war er in der Verwaltung des Daviess County beschäftigt; von 1882 bis 1901 war er Mitglied des Board of education von Gallatin, zeitweise als dessen Präsident.
Die politische Laufbahn von Joshua Alexander begann 1883 im Repräsentantenhaus von Missouri, dem er bis 1887 als Abgeordneter angehörte; in seinem letzten Jahr war er dort der Speaker. Von 1891 bis 1892 fungierte er als Bürgermeister von Gallatin.
Nachdem er von 1901 bis 1907 Richter für den siebten Gerichtskreis von Missouri gewesen war, legte er dieses Amt nieder, um Missouri als Demokrat im US-Repräsentantenhaus zu vertreten. Nach mehrfacher Wiederwahl verblieb er bis zum 15. Dezember 1919 im Kongress. Am Tag nach seinem Rücktritt übernahm er den Posten des US-Handelsministers. Als die Amtszeit von Präsident Wilson endete, schied auch Alexander am 4. März 1921 aus dem Kabinett aus.
Im folgenden Jahr war Joshua Alexander Delegierter zum Verfassungskonvent von Missouri, ehe er sich endgültig ins Privatleben zurückzog. 1936 starb er in Gallatin.